# Ligne de Cavignac à Coutras
La ligne de Cavignac à Coutras est une courte ligne de chemin de fer transversale française, à écartement normal et à voie unique, qui reliait les gares de Cavignac et de Coutras dans le département de la Gironde en région Nouvelle-Aquitaine. Elle constitue la ligne 581 000 du Réseau ferré national.
Mise en service en 1874 par la Compagnie des chemins de fer des Charentes, elle est reprise en 1878 par l'Administration des chemins de fer de l'État (État). Elle est fermée au service des voyageurs en 1938 et au service des voyageurs en 1966. Déclassée en 1976, le conseil général de Gironde la rachète à la Société nationale des chemins de fer français (SNCF) en 1977.
Elle est partiellement exploitée par le Train touristique de Guîtres à Marcenais.

## Histoire

### Chronologie
- 14 juin 1861, déclaration d'utilité publique[1],
- 6 juillet 1862, concession[1],
- 19 octobre 1874, mise en service de la totalité de la ligne[1],
- 5 décembre 1938, fermeture du service des voyageurs[1].
- Septembre 1944-Juin 1946, réouverture au service voyageurs (trains Bordeaux < > Saintes et Bordeaux < > Nantes) entre Cavignac et Marcenais (et au-delà de/vers Libourne) durant la reconstruction du pont ferroviaire de Cubzac,
- 1977, le Conseil général de Gironde rachète la ligne à la SNCF[2].

### Origine
Au début de l'année 1861 l'État présente un projet de loi pour l'exécution de vingt-cinq nouveaux chemins de fer pour compléter le réseau par des concessions aux compagnies dans les conditions de la loi de 1842. L'objet du choix de ces chemins de fer est de combler les lacunes que présente le réseau en établissant des voies transversales nécessaires pour relier les grandes artères et mettre les centres manufacturiers en communication avec notamment les ports maritimes et faciliter les transports des matières. Dans cet ensemble figure trois lignes, Napoléon-Vendée à la Rochelle, Rochefort à Saintes et Saintes à Coutras qui comblent une lacune permettant la création d'une ligne continue suivant à peu de distance le littoral depuis Brest jusqu'à Bayonne qui permettra une communication rapide entre les ports en cas de conflit maritime (La future ligne de Cavignac à Coutras est alors incluse dans le « chemin de fer de Saintes à Coutras »).
Le chemin de fer de Saintes à Coutras par Jonzac est déclaré d'utilité publique par décret impérial le 26 juillet 1861. Il est précisé que la direction à suivre entre Jonzac et Coutras sera déterminée par un décret rendu dans la forme des règlements de l'administration publique. Le décret du 19 avril 1862, prescrit la mise en adjudication de la concession des chemins de fer aux clauses et conditions du cahier des charges annexé. Il précise notamment que les travaux devront être commencés dans le délai d'un an et achevés dans un délai de huit années, à partir de la loi qui rendra la concession définitive et que la compagnie doit, pour l'exécution des travaux, se soumettre au contrôle et à la surveillance de l'administration. La mise en exploitation des sections terminées ou de la totalité des lignes demande une réception par un ou des commissaires désignés par l'administration qui ont autorité pour signer le procès-verbal autorisant s'il y a lieu cette mise en exploitation. La soumission déposée le 16 juin 1862 par les fils de Guilhou jeune emporte le marché, qui englobe les lignes : de Napoléon-Vendée à la Rochelle, de Rochefort à Saintes, de Saintes à Coutras et de Saintes à Angoulême. La concession est approuvée par la loi du 6 juillet 1862. Pour emporter cette affaire les fils Guilhou ont bénéficié du soutien de banquiers des villes de la région et de l'abandon de leur concurrent « M. Bischoffsheim, Goldschmidt et Cies, financiers à Paris », du fait de l'insuffisance des souscriptions malgré le soutien d'élus locaux.
Les frères Guilhou font apport de leur concession à la société anonyme dénommée Compagnie des chemins de fer des Charentes constituée lors des actes passés, en mai 1963, devant Me Simon et son collègue notaires à Paris. Les statuts de cette société sont autorisés par le décret impérial du 30 mai 1863.

### Travaux et ouverture
Les chantiers débutent lentement, par les lignes près de Rochefort et de Saintes, du fait des difficultés financières des frères Guihou qui doivent financer les mauvais résultats de leur ligne de Séville à Xérès en Espagne au détriment de la Compagnie des Charentes dont ils gèrent les fonds dans leur banque. Cette situation les amènes à quitter le conseil d'administration en 1866, ce qui permet une activation des travaux des lignes de la concession ce qui permet l'inauguration de Rochefort à Angoulême le 15 octobre 1867. Sur la ligne de Saintes à Coutras la section de Jonzac à Montendre est ouverte à l'exploitation depuis le 6 novembre 1871 et la section suivante jusqu'à Saint-Mariens est en cours de finition. En juin 1872, lors de son assemblée générale, la compagnie annonce que le tronçon de Cavignac à Coutras doit enfin voir les chantiers s'activer : sur la 7e section l'ouverture des travaux est en attente de la résolution des problèmes de prise de possession des terrains, sur la 8e, de Grand-Chaillat aux Sablons les chantiers ont été adjugés le 17 mai et entre les Sablons et Coutras le tracé n'est pas encore approuvé ni l'emplacement de la gare du fait de problèmes administratif.
La dernière section, de Saint-Mariens à Coutras, de la ligne de Saintes à Coutras est ouverte à l'exploitation de 19 octobre 1874 par la Compagnie des Charentes. Elle s'embranche sur les voies de la grande ligne de la Compagnie du chemin de fer de Paris à Orléans (PO) à proximité du hameau de Barreau à 2 300 mètres au sud de Coutras. Pour l'exploitation de la ligne des Charentes des aménagements ont été nécessaires en gare de Coutras : construction d'un bâtiment pour le personnel de l'équipe de la gare et les conducteurs des deux compagnies, la réaffectation d'un ancien bâtiment utilisé comme corps de garde en bureau de réception des colis à grande vitesse et la modification des voies pour l'arrivée, le garage et le départ des trains de la ligne des Charentes.

## Caractéristiques

### Gares
Cavignac, Marcenais, Tizac-de-Lapouyade, Lapouyade, Maransin, Guîtres, Sablons, Abzac, Coutras.